# Anthracia nubilaris
Anthracia nubilaris là một loài bướm đêm trong họ Noctuidae.